# Larutia puehensis
Larutia puehensis är en ödleart som beskrevs av  Grismer LEONG och YAAKOB 2003. Larutia puehensis ingår i släktet Larutia och familjen skinkar. Inga underarter finns listade i Catalogue of Life.